# Hino nacional da União Soviética
O Hino da União Soviética (em russo:  Гимн Советского Союза, Gimn Sovetskogo Soyuza) substituiu o Internatsionale como hino nacional em 15 de Março de 1944. Sua letra fora escrita por Sergey Mikhalkov (nascido em 1913, falecido em 2009) em conjunto com Gabriel El-Registan, e a melodia fora obra de Alexander Alexandrov (1883-1946). Acreditava-se que os soldados soviéticos reagiriam melhor a um hino com teor nacionalista dedicado apenas à União Soviética ao invés de um mundial. A expressão "Mãe-Rússia", como exemplo, foi ressuscitada do período czarista. A canção foi escrita originalmente como o hino do Partido Bolchevique.
Originalmente, Stálin era mencionado na música, no entanto, após sua morte em 1953, tal referência já não era mais aceitável, devido a diversos fatos relativos ao discurso secreto de Khrushchov, que denunciou o governo de seu antecessor, por isso, as autoridades resolveram descartar a letra, e até mesmo a execução da música era desaconselhada e na maioria dos eventos nacionais, o hino comunista A Internacional substituía o hino soviético.
Durante a gestão do presidente Leonid Brejnev, de fortes inspirações estalinistas e consideravelmente pacifistas, o hino obteve o seu status oficial, porém ainda sem letras, até que em 1977, a letra do hino foi revista, e os trechos que citavam as vitórias soviéticas nas batalhas foram substituídos por versos que falavam sobre um futuro comunista, uma vez que durante esse período, a União Soviética se dizia a defensora da paz e do comunismo no planeta.
Até 1990, a canção era oficial como o hino da Federação Socialista Russa, porém com a posse de Boris Ieltsin no poder do país, a Canção Patriótica a substituiu, até o ano 2000, quando ela novamente tornou-se o hino russo.
A melodia ainda é usada como o hino da Rússia.

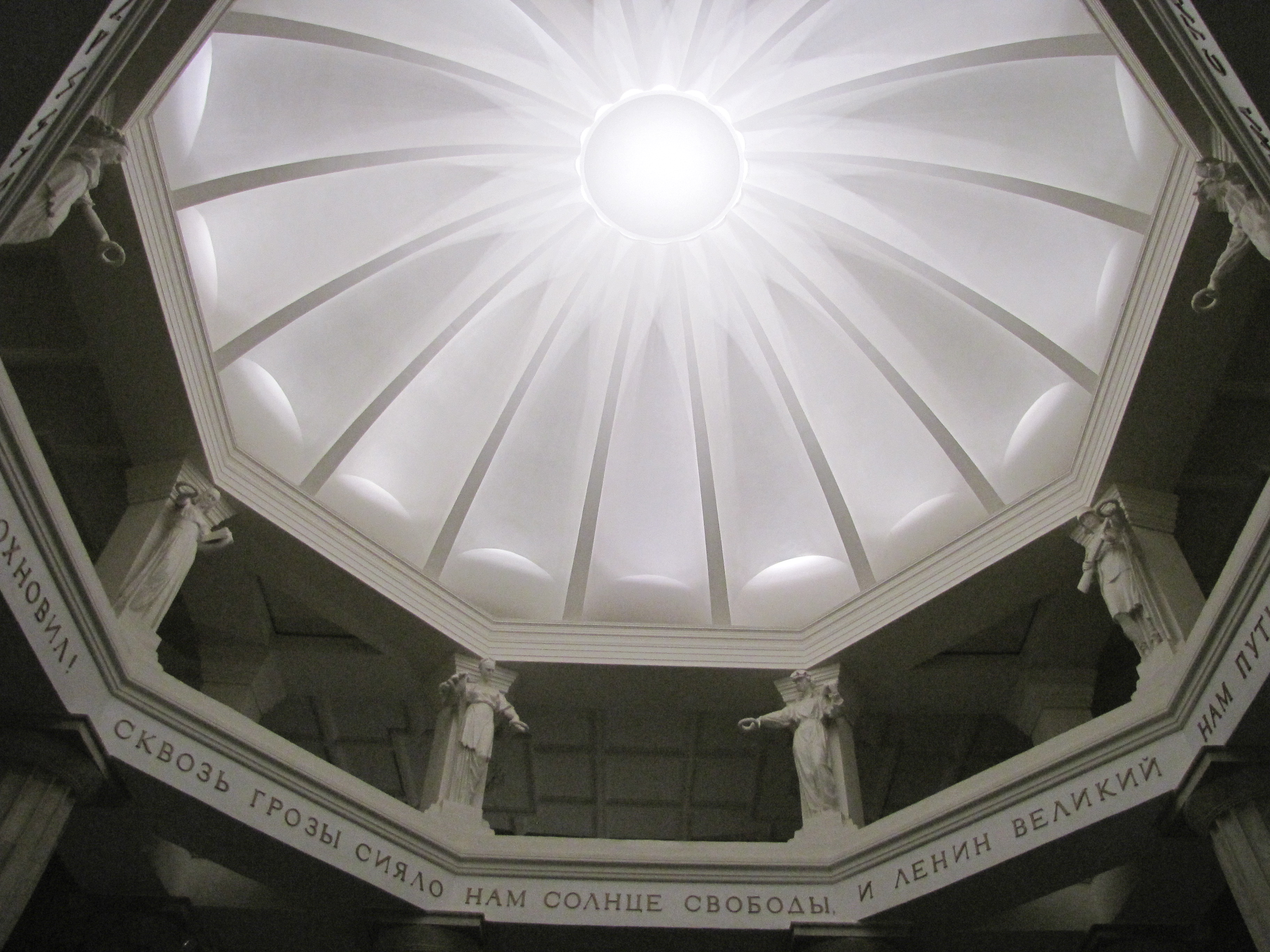
Através das tempestades brilhou-nos o sol da liberdade, e o grande Lênin iluminou-nos o caminho - versos em Kurskaya (Metro de Moscovo)